# Sonate pour piano no 3 de Weber
Pour les articles homonymes, voir Sonate pour piano (homonymie).
La Sonate pour piano no 3 en ré mineur, op. 49 est une œuvre pour piano-forte de Carl Maria von Weber composée à Prague, en 1816. La partition, éditée l'année suivante par Schlesinger, porte la référence J. 206 dans le catalogue des œuvres du compositeur établi par Friedrich Wilhelm Jähns.

## Composition
Carl Maria von Weber compose sa Sonate pour piano no 3 à Prague, en seulement trois semaines, du 9 au 29 novembre 1816, peu après l'achèvement de sa Sonate pour piano no 2 en octobre. L'œuvre est publiée l'année suivante par les éditions Schlesinger. 
La partition porte les références op. 49, J. 206 dans le catalogue des œuvres du compositeur établi par Friedrich Wilhelm Jähns.

## Présentation
L'œuvre est en trois mouvements :
1. Allegro feroce en ré mineur, à quatre temps (noté ),
2. Andante con moto en si bémol majeur, à 
,
3. Rondo. Presto en ré majeur, à 
.

## Parcours de l'œuvre

### I.Allegro feroce
Le mouvement initial s'ouvre, dans une nuance , sur un thème « violent en forme de marche (qui porte l'indication Allegro feroce) et un second thème plus féminin, plus chanté ». Ces thèmes « n'entretiennent que trop peu de relations musicales tout au long du mouvement ».

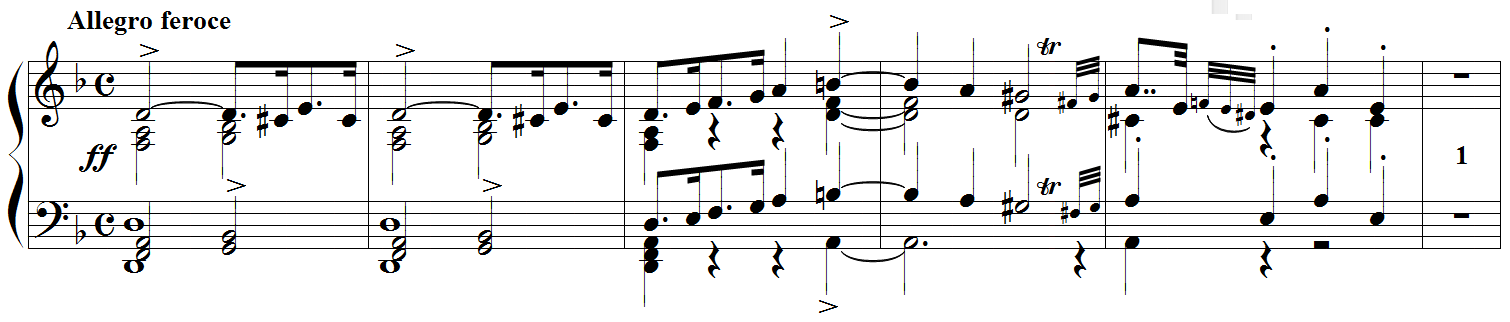
I. Allegro feroce, premières mesures.

Guy Sacre regrette que cet Allegro feroce ait « valu à l'œuvre entière le surnom exagéré de Sonate démoniaque ». Dans la réexposition, les deux thèmes principaux reviennent en majeur : « Le mineur, chez Weber, ne dure guère longtemps ».

### II.Andante con moto
Le « délicat Andante con moto, en forme de Lied varié, repose sur cinq variations déclinées à partir d'un thème au total peu déformé. La musique fait penser à certains tours du bel canto. Le passage con fuoco ne manque pas de passion, anticipant le Schubert des lieder ». La forme du mouvement est ainsi A-B-A'-C-A.
Dans ce mouvement, « l'emploi du staccato et du legato à la même main » sera repris par Chopin « avec enthousiasme, par exemple dans son Étude , op. 25, n°4 ».

### III. Rondo.Presto
Le rondo de cette Sonate « la termine en beauté : Weber parvient à y concilier, merveilleusement, virtuosité et poésie, tirant la seconde de la première, comme le feront Mendelssohn et Chopin ».
Dans ce « finale radieux, les traits scintillants sillonnent le clavier ». Trois thèmes sont présentés, « d'où naissent d'habiles constructions » : « Ici triomphe une invention ailée, frémissante au-delà du prétexte digital, une verve intarissable, au fil de douze pages où pas une mesure ne pèse ou ne pose. C'est le seul des quatre rondos de sonate qui soit rythmé à trois temps ».

## Postérité
Les sonates de Weber « n'ont pas eu la célébrité d'autres œuvres pour piano et, cependant, leur postérité n'a jamais été l'oubli : les grands romantiques, Chopin et Liszt, qui les jouaient souvent, mais aussi Mendelssohn, Schumann, Brahms et Grieg — pour ne citer que des compositeurs-pianistes — ont puisé dans le legs technique de Weber. Ils y ont ajouté, tout en lui rendant d'éclatants hommages ».
Les quatre Sonates de Weber, « lieu d'un conflit entre la forme classique et l'éclosion du mouvement romantique, méritent une attention renouvelée. Leur indéniable pouvoir de séduction et leur flamboyance dominent sans que l'on doive y rechercher une autre profondeur existant parfois chez certains de ses grands contemporains ».

## Discographie
| Interprète            | Complément                       | Label                 | Référence       | Année                  |
| --------------------- | -------------------------------- | --------------------- | --------------- | ---------------------- |
| Dino Ciani            | Intégrale des Sonates pour piano | Arlecchino (2 CD)     | ARL 69-70       | 1968                   |
| Marie-Catherine Girod | Intégrale des Sonates pour piano | Solstice (2 CD)       | CYD 50 / 912024 | 29 juillet-3 août 1982 |
| Alexandre Paley       | Intégrale de l'œuvre pour piano  | Naxos (4 CD)          | 8.550988        | 10-15 janvier 1994     |
| Michael Endres        |                                  | Oehms Classics (2 CD) | OC 357          | 2004                   |

### Ouvrages généraux
- Louis Aguettant, La Musique de piano : des origines à Ravel, Paris, Albin Michel / L'Harmattan, coll. « Les Introuvables », 1999 (1re éd. 1954), 446 p. (ISBN 978-2-738-48141-2), p. 425.
- Adélaïde de Place et François-René Tranchefort (dir.), Guide de la musique de piano et de clavecin, Paris, Fayard, coll. « Les Indispensables de la musique », 1987, 870 p. (ISBN 978-2-213-01639-9), p. 829-833.
- Guy Sacre, La musique pour piano : dictionnaire des compositeurs et des œuvres, vol. II (J-Z), Paris, Robert Laffont, coll. « Bouquins », 1998, 2998 p. (ISBN 978-2-221-08566-0), p. 2934-2950.

### Monographies
- Jean-Luc Caron et Gérard Denizeau, Carl Maria von Weber, Paris, bleu nuit éditeur, coll. « horizons » (no 73), 2019, 176 p. (ISBN 978-2-358-84087-3).
- John Warrack (trad. Odile Demange), Carl Maria von Weber, Paris, Fayard, 1987, 480 p. (ISBN 978-2-213-01979-6).